# عصر تيودور
عصر تيودور هو مدة زمنية في إنجلترا وويلز تنسب لأسرة تيودور الذين حكموها بين عامي 1485 و 1603 م؛ وتشمل العصر الإليزابيثي في عهد إليزابيث الأولى حتى عام 1603 م ابتداء بـهنري السابع.(b.1457، r.1485  –  1509) يقول المؤرخ جون جاي (1988) أن «إنجلترا كانت أكثر عافية من الناحية الاقتصادية، وأكثر توسعية، وأكثر تفاؤلاً في ظل حكم تيودور» أكثر من أي وقت مضى منذ مائة عام.

## السكان والاقتصاد

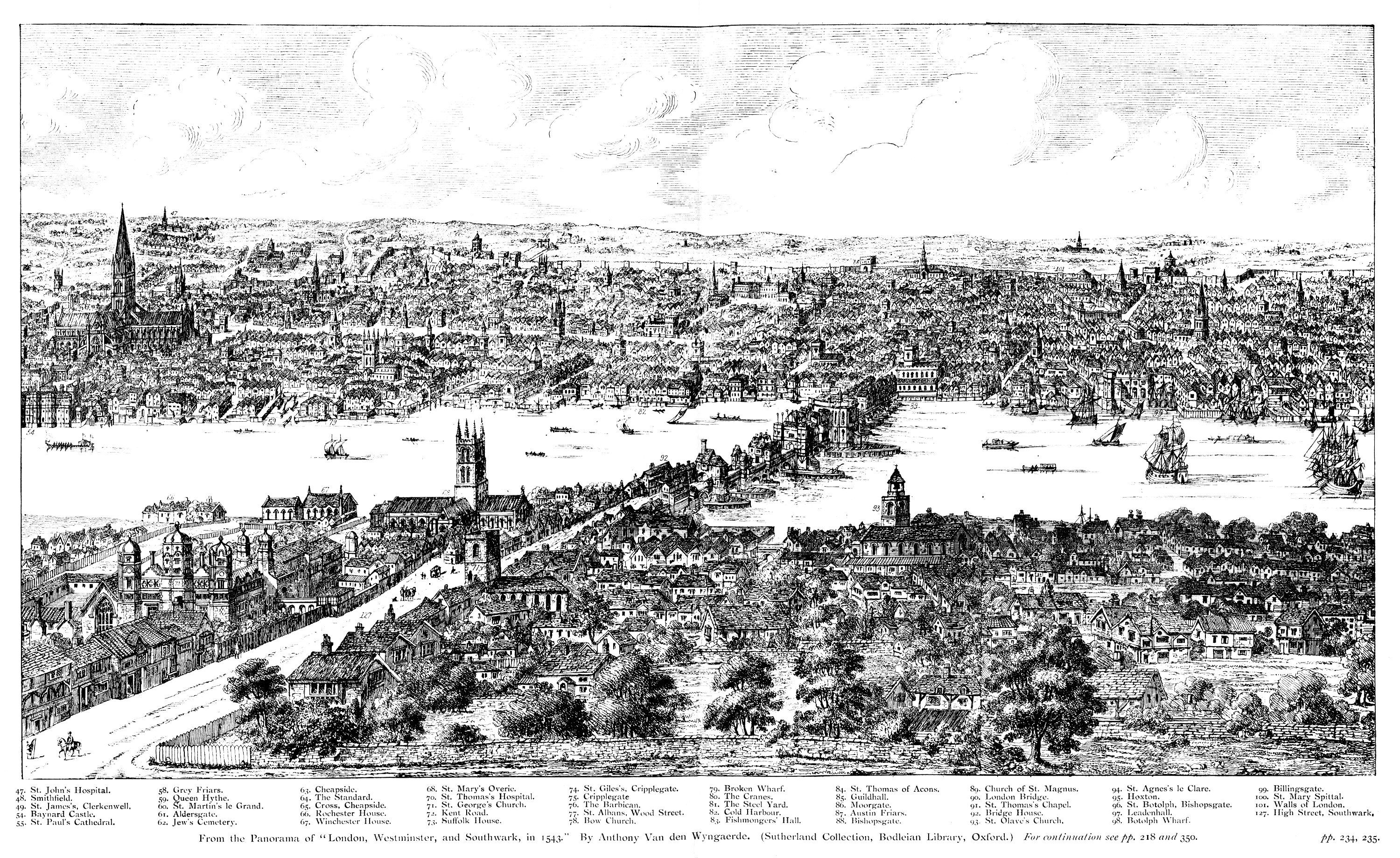
بانوراما لندن في عام 1543 قسم وينجارد

بعد الموت الأسود والكساد الزراعي في أواخر القرن الخامس عشر، بدأ عدد السكان في الازدياد. كان عددهم أقل من مليوني في 1600 م. أدى النمو السكاني إلى تحفيز النمو الاقتصادي وتسريع تسويق الزراعة وزيادة إنتاج وتصدير الصوف وتشجيع التجارة وتعزيز نمو لندن.
فلقد تقلصت الأجور والرقعة الزراعية بسبب تدفق الذهب من العالم الجديد وارتفاع عدد السكان، مما مهد الطريق لاضطرابات اجتماعية بسبب اتساع الفجوة بين الأغنياء والفقراء. كانت هذه فترة تغير كبير بالنسبة لغالبية سكان الريف، حيث بدأ أصحاب المانوراليات بتطويق أراضي القرى التي كانت مفتوحة من قبل للجميع.

## الإصلاح الإنجليزي
تباينت عمليات الإصلاح الديني التي حدثت في إنجلترا. كان للملوك الخمسة، هنري السابع وهنري الثامن وإدوارد السادس وماري الأولى، وإليزابيث الأولى مقاربات مختلفة تمامًا؛ حيث حل هنري الثامن محل البابا رئيسا لكنيسة إنجلترا ولكن مع الحفاظ على العقائد الكاثوليكية، بينما فرض إدوارد السادس بروتستانتية صارمة للغاية، وحاولت ماري بعده استعادة الكاثوليكية وإليزابيث بعد ذلك وصلت إلى موقف توفيقي حدد الكنيسة غير البروتستانتية في إنجلترا. لقد بدأ كل ذلك بمطالب هنري الثامن الملحة بإلغاء زواجه الذي رفضه البابا كليمنت السابع منحها.
اتفق المؤرخون على أن الموضوع الرئيس لتاريخ عصر تيودور كان الإصلاح، إضافة لتحول إنجلترا من الكاثوليكية إلى البروتستانتية. اعتقد المؤرخون حتى أواخر القرن العشرين أن الأسباب هي؛ عدم الرضا على نطاق واسع أو حتى الاشمئزاز من شرور الديانة الراسخة والفساد والتناقضات وتناقضها، مما أسفر عن معاداة رجال الدين التي أدت إلى الإصلاح. كان التأثير الثانوي هو التأثير الفكري لبعض المصلحين الإنجليز، مثل التأثير طويل المدى لجون ويكليف (1328-1384) وحركته الإصلاحية «لولاردي»، بالإضافة إلى مجموعة من أطروحات الإصلاح وكتب مارتن لوثر وجون كالفين وغيرهم من الإصلاحيين في القارة.
قام المؤرخون الاجتماعيون بعد عام 1960 م بدراسة الدين الإنجليزي على المستوى المحلي، واكتشفوا أن عدم الرضا لم يكن واسع الانتشار. انتهت صلاحية حركة لولاردي إلى حد كبير، وبالكاد وصل عدد المصلحين إلى عدد قليل من العلماء في جامعة كامبريدج، حيث ندد الملك هنري الثامن بقوة بدعايات لوثر. الأهم من ذلك، كانت الكنيسة الكاثوليكية في حالة قوية في 1500 م. كانت إنجلترا كاثوليكية متدينة، وكانت موالية للبابا، واجتذبت الأبرشيات المحلية دعماً مالياً قوياً، وكانت الخدمات الدينية تحظى بشعبية كبيرة في قداس الأحد. كانت الشكاوى حول الأديرة والأساقفة غير شائعة. أيد الملوك الباباوات، وبحلول الوقت الذي ظهر فيه لوثر على الساحة، كانت إنجلترا من بين أقوى المؤيدين للكنيسة الأرثوذكسية الكاثوليكية، وبدا أنها المكان الأكثر ترجيحًا للثورة الدينية.

## الحكومات

### هنري السابع: 1485-1509
أصبح هنري السابع مؤسس أسرة تيودور ملك إنجلترا عندما هزم الملك ريتشارد الثالث في معركة بوسورث فيلد، تتويجا لحروب الورود. شارك هنري في عدد من المبادرات الإدارية والاقتصادية والدبلوماسية. لقد أولى عناية شديدة بالتفاصيل وبدلاً من الإنفاق ببذخ، ركز على زيادة إيرادات جديدة. كانت ضرائبه الجديدة لا تحظى بشعبية، وعندما خلفه هنري الثامن، أعدم جامعي الضرائب الأكثر كرهًا في عصر هنري السابع.

### هنري الثامن: 1509-1547
لا يزال هنري الثامن، الملتهب والنشط والعسكري والعنيف، أحد أكثر ملوك إنجلترا شهرة، ويعود السبب في المقام الأول إلى زيجاته الستة، والتي قام بها جميعًا من أجل إنجاب وريث ذكر، وعقوبته الشديدة في إعدام العديد من كبار المسؤولين والأرستقراطيين. في السياسة الخارجية، ركز على محاربة فرنسا - بأقل قدر من النجاح - واضطر إلى التعامل مع اسكتلندا وإسبانيا والإمبراطورية الرومانية المقدسة، غالبًا مع التعبئة العسكرية أو الحرب الفعلية باهظة الثمن التي أدت إلى فرض ضرائب عالية. وجاء النجاح العسكري الرئيس على اسكتلندا. كان تطوير السياسة الرئيس هو السيطرة الكاملة لهنري على كنيسة إنجلترا. جاء ذلك بعد تخليه عن روابطه مع روما، والتي كان سببها رفض البابا إلغاء زواجه الأصلي. قدم هنري بذلك تباينًا خفيفًا جدًا من الإصلاح البروتستانتي. كان هناك جانبان رئيسان. رفض هنري أولاً البابا رئيسا للكنيسة في إنجلترا، وأصر على أن السيادة الوطنية تتطلب سيادة الملك المطلقة. عمل هنري عن كثب مع البرلمان في إصدار سلسلة من القوانين التي نفذت ذلك الرفض. لم يعد بمقدور الإنجليز أن يناشدوا روما. كانت جميع القرارات تتخذ في إنجلترا، وفي النهاية من قبل الملك نفسه، وفي الممارسة العملية من قبل كبار المساعدين مثل الكاردينال وولسي وتوماس كرومويل. أثبت البرلمان دعمه الشديد، مع القليل من المعارضة. وجاءت التحركات الحاسمة مع قانون التفوق في عام 1534 الذي جعل الملك الحامي والرئيس الأعلى للكنيسة ورجال الدين في إنجلترا. بعد أن فرض هنري غرامة كبيرة على الأساقفة، امتثلوا جميعًا تقريبًا. تم تعزيز قوانين الخيانة العظمى بدرجة كبيرة بحيث كان الخلاف اللفظي وحده خيانة. كانت هناك بعض التمردات الشعبية قصيرة العمر التي تم قمعها بسرعة. وكانت التجمعات الأرستقراطية وعلى مستوى الكنيسة مدعومة. وجاءت حالات الرفض الرئيسية الظاهرة للغاية من الأسقف فيشر والمستشار توماس مور؛ تم إعدامهما. من بين كبار الأرستقراطيين، نشأت مشكلة من عائلة بول، التي دعمت ريجنالد بول الذي كان في المنفى في أوروبا. دمر هنري بقية أفراد الأسرة، وأعدم قادتها، واستولى على جميع ممتلكاتها. المرحلة الثانية شملت الاستيلاء على الأديرة. تم إغلاق الأديرة التي تدير المؤسسات الدينية والخيرية، وتوقف الرهبان والراهبات، وتم بيع الأراضي القيمة لأصدقاء الملك، مما أدى إلى إنتاج طبقة كبيرة من الأثرياء والرجال الذين دعموا هنري. من حيث اللاهوت والطقو، كان هناك تغيير طفيف، حيث أراد هنري أن يحتفظ بمعظم عناصر الكاثوليكية كما كان يكره تلك «البدايات» الخاصة بمارتن لوثر والإصلاحيين الآخرين.

#### مؤسس البحرية الملكية
يقول كاتب السيرة الذاتية جاك سكارسبريك إن هنري استحق لقبه التقليدي «أب البحرية الإنجليزية». والذي أصبح سلاحه الشخصي. ورث سبع سفن حربية صغيرة من والده، وأضاف أكثر من عشرين بحلول عام 1514 م. بالإضافة إلى تلك التي بنيت في إنجلترا، اشترى سفن حربية إيطالية وهانزية. بحلول مارس 1513 م، شاهد بفخر أسطوله وهو يبحر في نهر التايمز تحت قيادة السير إدموند هوارد. كانت أقوى قوة بحرية حتى الآن في التاريخ الإنجليزي: 24 سفينة تقودها السفينة «هنري إمبيريال» 1600 طن؛ وحمل الأسطول 5000 من مشاة البحرية القتالية و 3000 من البحارة. أجبرت الأسطول الفرنسي الذي فاق عدده على العودة إلى موانئه، وسيطر على القناة الإنجليزية، وحاصر بريست. كان هنري أول الملوك الذين ينظمون البحرية لتكون قوة دائمة لها هيكل إداري ولوجستي دائم، بتمويل من إيرادات الضرائب. تركز اهتمامه الشخصي على الأرض، حيث أسس أحواض بناء السفن الملكية، وزرع الأشجار لبناء السفن، وسن القوانين المتعلقة بالملاحة البرية، وحرس الساحل بالتحصينات، وأنشأ مدرسة للملاحة وعين أدوار الضباط والبحارة. أشرف عن كثب على بناء جميع سفنه الحربية وأسلحته، ومعرفة تصميماتها والسرعة والحمولة والأسلحة وتكتيكات القتال. شجع مهندسيه البحريين، الذين أتقنوا الأسلوب الإيطالي المتمثل في تصاعد الأسلحة في وسط السفينة، وبالتالي خفض مركز الثقل وجعله منصة أفضل. أشرف على أصغر التفاصيل ولم يستمتع بأي شيء سوى ترؤس إطلاق سفينة جديدة. استنزف خزنته في الشؤون العسكرية والبحرية، وتحويل الإيرادات من الضرائب الجديدة ومبيعات أراضي الدير.
يجادل التون بأن هنري قام بالفعل ببناء التنظيم والبنية التحتية للبحرية، لكنه لم يكن سلاحًا مفيدًا لأسلوبه في الحرب. كانت تفتقر إلى إستراتيجية مفيدة. لقد خدم للدفاع ضد الغزو، ولتعزيز مكانة إنجلترا الدولية.

#### الكاردينال ولسي
تقول الأستاذة سارة ناير جيمس إن الكاردينال توماس وولسي في 1515-1529 «سيكون أقوى رجل في إنجلترا باستثناء الملك، ربما.»  يشرح المؤرخ جون غي طرق ولسي:
فقط في النواحي الأوسع، اتخذ [الملك] قرارات مستقلة. . . . كان ولسي هو الذي قام دائمًا بحساب الخيارات المتاحة وصنفها للنظر فيها؛ الذي حدد معالم كل نقاش متتالي؛ من يسيطر على تدفق المعلومات الرسمية؛ الذي اختار أمناء الملك والمسؤولين ذوي الرتب المتوسطة والموظفين؛ والذي أصدر القرارات بنفسه ....
من خلال العمل بدعم ثابت من الملك، وبسلطات خاصة على الكنيسة التي منحها البابا، سيطر وولسي على الشؤون المدنية والإدارة والقانون والكنيسة والسياسة الخارجية. لقد كان نشيطًا ومثيرًا للدهشة. من حيث الإنجازات، بنى ثروة كبيرة لنفسه، وكان أحد كبار المستفيدين من الفنون والإنسانيات والتعليم. لقد توقع إصلاحات عديدة، لكن في النهاية لم تتغير الحكومة الإنجليزية كثيرًا. على الرغم من كل الوعد، كان هناك القليل جدا من تحقيق المذكرة من وجهة نظر الملك، كان فشله الأكبر هو عدم القدرة على الحصول على الطلاق عندما احتاج هنري الثامن إلى زوجة جديدة لمنحه ابنًا سيكون الوريث بلا منازع على العرش. يتفق المؤرخون على أن وولسي كان مخيبا للآمال. في النهاية، تآمر مع أعداء هنري، وتوفي لأسباب طبيعية قبل أن يتم قطع رأسه.

#### توماس كرومويل
جادل المؤرخ جيفري التون بأن توماس كرومويل، الذي كان رئيس وزراء هنري الثامن من عام 1532 إلى 1540، لم يزل السيطرة على كنيسة إنجلترا من يد البابا فحسب، بل حول إنجلترا أيضًا لحكومة بيروقراطية حديثة غير مسبوقة. حل كرومويل (1485–1540)  محل الإدارة الحكومية الأسرية في العصور الوسطى. أدخلت كرومويل إصلاحات في الإدارة التي حددت أسرة الملك عن الدولة وأنشأت إدارة حديثة. قام بضخ قوة إنجلترا في عصر تيودور في الزوايا المظلمة للعالم وغير جذريًا دور برلمان إنجلترا. هذا الانتقال حدث في ثلاثينيات القرن السادس عشر، كما جادل التون، ويجب اعتباره جزءًا من ثورة مخططة. كانت نقطة التون هي أنه قبل كرومويل، كان من الممكن النظر إلى الملكية باعتبارها ملكية كبيرة خاصة بالملك، حيث تم تنفيذ معظم الإدارة من قبل خدم المنازل في الملك بدلاً من مكاتب حكومية منفصلة. من خلال تدبير هذه الإصلاحات، وضع كرومويل أسس الاستقرار والنجاح المستقبليين لإنجلترا. نفد حظ كرومويل عندما اختار العروس الخاطئة للملك؛ تم قطع رأسه بتهمة الخيانة، وقد أكد المؤرخون مؤخرًا على أن الملك وآخرين لعبوا أدوارًا قوية أيضًا.

#### حل الأديرة: 1536-1540
كان دخل الملك السنوي حوالي 100000 جنيه إسترليني، لكنه احتاج إلى المزيد من أجل قمع التمردات وتمويل مغامراته الأجنبية. في عام 1533، على سبيل المثال، كلفت النفقات العسكرية على الحدود الشمالية 25000 جنيهًا إسترلينيًا، في حين كلف تمرد 1534 في أيرلندا 38000 جنيه إسترليني. كلف قمع الحج الرحمة 50000 جنيه إسترليني، وكانت قصور الملك الجديدة باهظة الثمن. وفي الوقت نفسه، كانت إيرادات الجمارك تتراجع. كان دخل الكنيسة السنوي حوالي 300000 جنيه إسترليني. تم فرض ضريبة جديدة بنسبة 10 ٪ والتي جلبت حوالي 30,000 £. للحصول على مبالغ أكبر، اقتُرح الاستيلاء على الأراضي التي تملكها الأديرة، والتي قام بعض الرهبان بزراعتها وتم تأجير معظمها إلى نبلاء محليين. أخذ الملكية يعني أن الإيجارات تذهب إلى الملك. أدى بيع الأرض إلى طبقة النبلاء بسعر الصفقة إلى جلب مليون جنيه إسترليني في إيرادات لمرة واحدة ومنح طبقة النبلاء حصة في الإدارة. المدفوعات الكتابية من أول فواكه وعشور ‏، والتي كانت تذهب سابقًا إلى البابا، ذهبت الآن إلى الملك. إجمالاً، بين عام 1536 ووفاة هنري، جمعت حكومته 1.3 مليون جنيه إسترليني ؛ تسبب هذا التدفق الهائل من المال في قيامكرومويل بتغيير نظام التاج المالي لإدارة الأموال. أنشأ وزارة خارجية جديدة ومسؤولًا جديدًا لجمع عائدات الحل والفواكه والأعشار الأوائل. تعني محكمة التزايد وعدد الإدارات عددًا متزايدًا من المسؤولين، مما جعل إدارة الإيرادات نشاطًا رئيسا. كان نظام كرومويل الجديد ذو كفاءة عالية مع وجود فساد أو عوائد سرية أو رشوة أقل بكثير من ذي قبل. كان عيبها هو ضرب الأقسام التي كان وكيلها الوحيد هو كرومويل. تسبب سقوطه الارتباك وعدم اليقين. كان الحل هو الاعتماد الأكبر على المؤسسات البيروقراطية ومجلس الملكة الخاص الجديد.

#### دور وينشستر
على النقيض من والده، أمضى هنري الثامن مبالغ كبيرة، فيما يتعلق بالعمليات العسكرية في بريطانيا وفرنسا، وفي بناء شبكة كبيرة من القصور. كيفية دفع ثمنها ظلت مشكلة خطيرة. تزايد عدد الإدارات يعني العديد من البيروقراطيين الجدد بأجر. كانت هناك المزيد من الصعوبات المالية والإدارية في 1540-1558، والتي تفاقمت بسبب الحرب والفساد والفساد وعدم الكفاءة، والتي كانت السبب الرئيسي لشركة سومرست. بعد سقوط كرومويل، أنتج وليام بوليت ، أول ماركيز من وينشستر، اللورد أمين الخزانة، المزيد من الإصلاحات لتبسيط الترتيبات والإصلاحات التي وحدت معظم تمويل التاج تحت الخزانة. تم دمج محاكم المساحين العامين والتعزيزات في محكمة جديدة للتحسينات، وتم استيعابها لاحقًا في الخزانة جنبًا إلى جنب مع أول فواكه وعشور.

#### تأثير الحرب
في نهاية فترة حكمه، كان دخل هنري السابع في زمن السلم حوالي 113,000 جنيه إسترليني ، منها جمارك على الواردات بلغت حوالي 40,000 جنيه إسترليني. كان هناك القليل من الديون ، وترك ابنه خزينة كبيرة. لقد أنفق هنري الثامن بشكل كبير على الكماليات ، مثل المفروشات والقصور ، لكن ميزانية وقت السلم كانت مرضية بشكل عام. جاءت السلالة الشديدة من الحرب ، بما في ذلك دفاعات البناء ، وبناء قوات بحرية ، وقمع التمردات ، والتحارب مع اسكتلندا ، والانخراط في حرب قارية مكلفة للغاية. حروب هنري القارية أكسبته القليل من المجد أو النفوذ الدبلوماسي ، ولم تحصل على أي أرض. ومع ذلك ، فإن الحرب 1511 حتي 1514 مع ثلاث بعثات كبيرة واثنتان أصغر تكلف 912,000 £. كلفت حملة بولوني 1544 ألف جنيه إسترليني والحروب ضد اسكتلندا 954000 جنيه إسترليني ؛ كلفت الحروب البحرية 149000 جنيه إسترليني وتم إنفاق مبالغ كبيرة لبناء وصيانة التحصينات الداخلية والساحلية. كانت التكلفة الإجمالية للحرب والدفاع بين 1539-1547 أعلى بكثير من 2,000,000 جنيه إسترليني ، على الرغم من أن الإجراءات المحاسبية كانت بدائية للغاية بحيث لم تقدم إجماليًا دقيقًا. إضافة كل ذلك ، جاء ما يقرب من 35 ٪ من الضرائب ، و 32 ٪ من بيع ممتلكات الأراضي والأديرة ، و 30 ٪ من تخفيض قيمة العملة. تكلفة الحرب في عهد إدوارد السادس القصير كانت 1,387,000 جنيه إسترليني.
بعد عام 1540، كانت خزائن الملكة برايفت مسؤولة عن «الشؤون السرية»، ولا سيما تمويل الحرب. تم استخدام النعناع الملكي لتوليد الإيرادات عن طريق تخفيض قيمة العملة. كان ربح الحكومة في 1547-151 1.2 مليون جنيه إسترليني. ومع ذلك ، تحت إشراف نورثمبرلاند ريجنت ، وضعت حروب إدوارد. لم يعد توليد النعناع إيرادات إضافية بعد 1551 م.

### إدوارد السادس: 1547-1553
على الرغم من أن هنري كان في منتصف الخمسينيات من عمره ، إلا أن صحته تدهورت بسرعة في عام 1546. في ذلك الوقت ، بدا أن الفصيل المحافظ ، بقيادة الأسقف ستيفن غاردينر وتوماس هوارد ، دوق نورفولك الثالث الذي كان معارضًا للإصلاح الديني ، كان في السلطة ، وكان على وشك السيطرة على الوصاية على الصبي البالغ من العمر تسع سنوات والذي كان وريثا للعرش. ومع ذلك ، عندما توفي الملك ، سيطرت الفصائل المؤيدة للإصلاح بشكل مفاجئ على الملك الجديد ، ومجلس ريجنسي ، بقيادة إدوارد سيمور. الأساقفة غاردينر فقدت مصداقيتها ، وسجن دوق نورفولك طوال عهد الملك الجديد.
كان عهد إدوارد السادس القصير هو انتصار البروتستانتية في إنجلترا. كان لدى سومرست ، الأخ الأكبر للملكة جين سيمور (متزوجة من هنري الثامن) وعمه للملك إدوارد السادس ، مهنة عسكرية ناجحة. عندما توج الملك الصبي ، أصبحت سومرست اللورد حامية للعالم وحكمت في الواقع إنجلترا من 1547 إلى 1549. قاد سيمور حروبًا باهظة الثمن وغير حاسمة مع اسكتلندا. أغضبت سياساته الدينية الكاثوليك. تم رفض المطهر وبالتالي لم تعد هناك حاجة للصلاة للقديسين والآثار والتماثيل ولا للجماهير من أجل الموتى. وقد تم إنشاء حوالي 2400 من الأوقاف الدائمة تسمى الهتافات التي دعمت الآلاف من الكهنة الذين احتفلوا بالجماهير من أجل الموتى ، أو أداروا المدارس أو المستشفيات من أجل كسب النعمة للروح في المطهر. تم الاستيلاء على الأوقاف من قبل كرومويل في 1547. قارن المؤرخون كفاءة الاستيلاء على سومرست للسلطة في عام 1547 مع عدم الكفاءة اللاحقة لحكمه. بحلول خريف عام 1549، فقدت حروبه الباهظة الزخم ، واجه التاج الخراب المالي ، واندلعت أعمال الشغب والتمرد في جميع أنحاء البلاد. أطيح به من قبل حليفه السابق جون دادلي ، دوق نورثمبرلاند الأول.
حتى العقود الأخيرة ، كانت سمعة سومرست مع المؤرخين عالية ، بالنظر إلى تصريحاته العديدة التي بدا أنها تدعم عامة الناس ضد طبقة ملاك الأراضي الجريئة. في أوائل القرن العشرين ، اتخذ هذا الخط مؤلف ألبيرت بولارد المؤثر ، ليحدده كاتب السيرة الذاتية الرائدة لإدوارد السادس ويلبر كيتشنر. بدأ نهج أكثر أهمية من قبل بوش ودايل هواك في منتصف 1970s. منذ ذلك الحين ، تم تصوير سومرست غالبًا على أنه حاكم متعجرف، خالٍ من المهارات السياسية والإدارية اللازمة لحكم ولاية تيودور.
على النقيض من ذلك ، تحرك دودلي بسرعة بعد تولي إدارة شبه مفلسة في عام 1549. من خلال العمل مع مساعده الكبير وليام سيسيل، أنهى دودلي الحربين المكلفتين مع فرنسا واسكتلندا وتناول الأمور المالية بطرق أدت إلى بعض الانتعاش الاقتصادي. ولمنع المزيد من الانتفاضات ، قدم الشرطة في جميع أنحاء البلاد ، وعين لوردز ملازم كانوا على اتصال وثيق بلندن ، وأقاموا ما يصل إلى جيش وطني دائم. من خلال العمل الوثيق مع توماس كرامنر، رئيس أساقفة كانتربري، اتبع دودلي سياسة دينية بروتستانتية قوية. لقد روجوا للإصلاحيين المتطرفين إلى المناصب العليا في الكنيسة ، حيث تعرض الأساقفة الكاثوليك للهجوم. أصبح استخدام كتاب الصلاة المشتركة قانونًا في عام 1549 ؛ كانت الصلوات باللغة الإنجليزية وليس اللاتينية. لم يعد الاحتفال بالقداس ، وأصبح الوعظ محور خدمات الكنيسة.
المطهر، كما أعلن البروتستانت ، كان الخرافة الكاثوليكية التي زورت الكتاب المقدس. كانت صلوات الموتى عديمة الفائدة لأن أحداً لم يكن فعلاً في المطهر. وتبع ذلك أن الصلوات إلى القديسين وتكريم الآثار وإعجاب التماثيل كانت كلها خرافات عديمة الفائدة كان عليها أن تنتهي. على مدى قرون ، ابتكر الإنجليزي المتدين أوقافًا تدعى " الأناشيد" صُممت كأعمال جيدة تولد النعمة لمساعدتهم على الخروج من العذاب بعد وفاتهم. العديد من الهتافات كانت مذابح أو مصليات داخل الكنائس ، أو أوقاف تدعم آلاف الكهنة الذين قالوا جماهير الموتى. بالإضافة إلى ذلك ، كان هناك العديد من المدارس والمستشفيات التي تم إنشاؤها باعتبارها أعمالا جيدة. في عام 1547، أغلق قانون جديد 2,374 أغنية وصادر أصوله. على الرغم من أن القانون يطلب من الأموال أن تذهب إلى نهايات "خيرية" و "الصالح العام"، يبدو أن معظمها قد ذهب إلى أصدقاء المحكمة.
تم التعبير عن العقيدة البروتستانتية الجديدة لكنيسة إنجلترا في مقالات الإيمان الثانية والأربعين عام 1553. ولكن عندما توفي الملك فجأة ، فشلت جهود دودلي في اللحظة الأخيرة لجعل ليدي جين جراي الملكة الجديدة.

### ماري الأول: 1553-1558
كانت ماري ابنة هنري الثامن من كاثرين أراغون. انها ترتبط ارتباطا وثيقا مع تراثها الكاثوليكي والإسباني. كانت في الصف التالي للعرش. ومع ذلك ، في عام 1553 عندما كان إدوارد السادس يلقى حتفه ، تآمر هو ودوق نورثمبرلاند لجعل ابن عمه الأول يزيل السيدة جين جراي ملكة جديدة. أراد دوق نورثمبرلاند ذلك للحفاظ على السيطرة على الحكومة ، وتعزيز البروتستانتية. وقع إدوارد استنباط لتغيير الخلافة ، لكن ذلك لم يكن قانونيً ، لأن البرلمان وحده هو الذي يستطيع تعديل أفعاله. أبقى مجلس الملكة الخاص بإدوارد سر موته لمدة ثلاثة أيام لتثبيت السيدة جي ، لكن نورثمبرلاند أهملت السيطرة على الأميرة ماري. هربت ونظمت مجموعة من المؤيدي ، الذين أعلنوا الملكة لها في جميع أنحاء البلاد. تخلى مجلس الملكة الخاص عن نورثمبرلان ، وأعلنت أن ماري هي صاحبة السيادة بعد تسعة أيام من تظاهرها جين جراي. ملكة ماري سجن سيدة جين وأعدم نورثمبرلاند.
تُذكر ماري بجهودها النشطة لاستعادة الكاثوليكية الرومانية بعد الحملة الصليبية القصيرة الأمد التي قام بها إدوارد لتقليل الكاثوليكية في إنجلترا. لقد شوه المؤرخون البروتستانت لفترة طويلة من حكمها، مؤكدين أنها في غضون خمس سنوات فقط أحرقت عدة مئات من البروتستانت على المحك في اضطهاد ماريان. ومع ذلك، فإن المراجعة التأريخية التاريخية منذ الثمانينات قد حسنت إلى حد ما سمعتها بين العلماء. رسم تقييم كريستوفر هيغ الجريء للتاريخ الديني لحكم ماري إحياء الاحتفالات الدينية والارتياح العام، إن لم يكن الحماس، لعودة الممارسات الكاثوليكية القديمة. تم عكس إعادة تأسيسها للكاثوليكية الرومانية من قبل أختها غير الشقيقة وخليفتها إليزابيث الأولى.
كان للكتاب البروتستانت في ذلك الوقت نظرة سلبية للغاية ، حيث وصفوها بأنها «ماري الدموية». هاجمها جون نوكس في أول انفجار للبوق ضد الفوج الوحشي للمرأة (1558)، وقد تم تشويهها بشكل بارز في كتاب الأفعال والآثار (1563)، من قبل John Foxe. علم كتاب فوكس البروتستانت لقرون أن ماري كانت طاغية متعطش للدماء. في منتصف القرن العشرين، حاول HFM بريسكوت تصحيح التقاليد القائلة بأن مريم كانت متعصبة وسلطوية من خلال الكتابة بموضوعية أكبر، ومنذ ذلك الحين ، كانت المنح الدراسية تميل إلى النظر إلى التقييمات الأقدم والأبسط والحزبية لمريم بمزيد من الشك.
وخلص هيج إلى أن «السنوات الأخيرة من حكم ماري لم تكن استعدادًا شنيعًا للنصر البروتستانتي، بل كانت توطيدًا مستمرًا للقوة الكاثوليكية». جادل المؤرخون الكاثوليك، مثل جون لينغارد، بأن سياسات ماري فشلت ليس لأنهم كانوا مخطئين ولكن لأنها كانت لديها فترة حكم قصيرة للغاية لتأسيسها. في بلدان أخرى، قادت حركة الإصلاح الكاثوليكية من قبل المبشرين اليسوعيين. رفض كبير المستشارين في ماري، الكاردينال بول، السماح لليسوعيين في إنجلترا. كان يُنظر إلى إسبانيا على نطاق واسع على أنها العدو، ولم يكن زواجها من الملك فيليب الثاني ملك إسبانيا يحظى بشعبية كبيرة، على الرغم من أنه لم يكن له أي دور في الحكومة الإنجليزية ولم يكن له أطفال. كانت خسارة كاليه العسكرية لفرنسا إهانة مريرة للفخر الإنجليزي. زادت الحصاد الفاشل من الاستياء العام. على الرغم من أن حكم ماري كان في النهاية غير فعال وغير محبوب، إلا أن ابتكاراتها فيما يتعلق بالإصلاح المالي والتوسع البحري والاستكشاف الاستعماري قد تم الإشادة بها لاحقًا على أنها منجزات إليزابيثية.

### إليزابيث الأولى: 1558-1603
غالبًا ما يصور المؤرخون عهد إليزابيث باعتباره العصر الذهبي في التاريخ الإنجليزي من حيث التنمية السياسية والاجتماعية والثقافية، وبالمقارنة مع أوروبا القارية. وصفها بـ «غلوريانا» واستخدمت رمز بريتانيا ابتداءً من عام 1572، وكان العصر الإليزابيثي بمثابة عصر النهضة الذي ألهم الكبرياء الوطني من خلال المثل الكلاسيكية والتوسع الدولي والانتصار البحري على الأسبان المكروهين والخوف. تمثل عهد إليزابيث نقطة تحول حاسمة في التاريخ الديني الإنجليزي حيث كانت الأمة الكاثوليكية ذات الغالبية في بداية حكمها بروتستانتية في النهاية. على الرغم من أن إليزابيث أعدمت 250 كاهنًا كاثوليكيًا، فقد أعدمت أيضًا بعض المتشددون المتطرفون، وسعت عمومًا إلى الحصول على منصب محافظ معتدل يخلط بين السيطرة الملكية على الكنيسة (مع عدم وجود دور للناس)، إلى جانب الطقوس الكاثوليكية في الغالب، واللاهوت الكالفيني في الغالب.

#### اسكتلندا والملكة ماري
كانت ماري، ملكة الاسكتلنديين (التي عاشت 1542–1787) كاثوليكية متدينة وفي الصف التالي لعرش إنجلترا بعد إليزابيث. أصبح مكانتها قضية محلية ودولية كبرى في إنجلترا. خاصة بعد وفاة الملك جيمس الرابع في معركة فلودن في عام 1513 م. كانت النتيجة سنوات من النضال من أجل السيطرة على العرش، الذي كان يحمله الملك الرضيع جيمس الخامس (عاش في الفترة ما بين 1512-1542، حكم من عام 1513 إلى عام 1542)، حتى بلغ سن الرشد عام 1528 م.
كانت ماري من غيس (عاشت 1515–1560) امرأة فرنسية قريبة من العرش الفرنسي. حكمت الوصي على ابنتها المراهقة كوين ماري، 1554–60. كانت الوصي وابنتها من المؤيدين الأقوياء للكاثوليكية وحاولت كبح النمو السريع للبروتستانتية في اسكتلندا. كانت ماري أوف جويز معارضة قوية للبروتستانتية ، وعملت على الحفاظ على تحالف وثيق بين اسكتلندا وفرنسا، تسمى تحالف أولد. في عام 1559، شعرت ريجنت بالقلق من أن العداء الإسكتلندي الواسع النطاق ضد الحكم الفرنسي كان يقوي السبب الحزبي، لذلك حظرت الوعظ غير المصرح به. لكن الواعظ الناري جون نوكس بعث بإسكتلندا بوعظه، حيث قاد تحالف النبلاء الأسكتلنديين الأقوياء ، الذين أطلقوا على أنفسهم اسم " أمراء الجماعة" ، وأثار التمرد للإطاحة بالكنيسة الكاثوليكية والاستيلاء على أراضيها. ناشدت اللوردات إليزابيث للحصول على مساعدة بالإنجليز، لكنها كانت حذرة جدًا. دعت معاهدة 1559 م مع فرنسا إلى السلام وكانت غير راغبة في انتهاكها ، خاصة وأن إنجلترا لم يكن لها حلفاء في ذلك الوقت. دعم المتمردين ضد الحاكم الشرعي انتهك ادعاءات إليزابيث الراسخة بشرعية كل الملوك. من ناحية أخرى، فإن الانتصار الفرنسي في اسكتلندا سيؤسس دولة كاثوليكية على الحدود الشمالية يدعمها عدو فرنسي قوي. أرسلت إليزابيث الأموال أولاً ، ثم أرسلت المدفعية، ثم أرسلت أسطولًا دمر الأسطول الفرنسي في اسكتلندا. وأخيرا أرسلت 8000 جندي شمالا. سمحت وفاة ماري أوف جويز بإنجلترا وفرنسا واسكتلندا بالتوصل إلى اتفاق في معاهدة أدنبرة عام 1560، والتي كان لها تأثير بعيد المدى. سحبت فرنسا بشكل دائم جميع قواتها من اسكتلندا. كفل نجاح الإصلاح في اسكتلندا؛ لقد بدأت قرن السلام مع فرنسا. أنهى أي تهديد لغزو اسكتلندي ؛ وقد مهد ذلك الطريق لاتحاد المملكتين في عام 1603 عندما ورث الملك الإسكتلندي جيمس السادس العرش الإنجليزي باسم جيمس الأول وأطلق على ذلك العصر عصر ستيوارت.
عندما تم توقيع المعاهدة، كانت ماري في باريس زوجة للملك الفرنسي فرانسيس الثاني. عندما توفي في عام 1561 م ، عادت إلى اسكتلندا ملكة لاسكتلندا. ومع ذلك، عندما رفضت إليزابيث الاعتراف بها باعتبارها وريثة العرش الإنجليزي، رفضت ماري معاهدة أدنبرة. لقد تزوجت من اللورد دارنلي الذي أساء معاملتها وقتل مفضلها الإيطالي ديفيد ريزيو. دارنلي بدوره قتل على يد إيرل بوثويل. تمت تبرئته من القتل. تزوجت بسرعة بوثويل. اعتقد معظم الناس في ذلك الوقت بأنها متورطة بعمق في الزنا أو القتل. لقد جادل المؤرخون مطولا ولم يحسموا أمرهم بعد. ومع ذلك اندلعت التمرد وهزم النبلاء البروتستانت قوات الملكة في عام 1567. أُجبرت على التنازل عن العرش لصالح ابنها الرضيع جيمس السادس ؛ هربت إلى إنجلترا ، حيث احتجزتها إليزابيث والإقامة الجبرية فيها لمدة 19 عامًا. شاركت ماري في العديد من المؤامرات المعقدة لاغتيال إليزابيث وتصبح ملكة بنفسها. أخيرًا، أمسك بها إليزابيث وهو يخطط لمؤامرة بابينجتون وأعدمها في عام 1587.

#### الاضطراب في سنوات: 1585-1603
شهدت آخر عقدين من عقود إليزابيث مشاكل متصاعدة والتي تركت لحلقة ستيوارت بعد عام 1603. يقول جون كرامسي، في استعراضه للمنحة الدراسية الحديثة في عام 2003،:
أصبحت الفترة 1585-1603 معترف بها الآن من قبل العلماء على أنها أكثر اضطرابًا بشكل واضح من النصف الأول من حكم إليزابيث الطويل. الحروب الباهظة ضد إسبانيا والأيرلنديي، والمشاركة في هولندا، والاضطرابات الاجتماعية والاقتصادية، والانقلاب الاستبدادي من جانب النظام، كلها أمور أخفقت في الإعجاب بسنوات غلوريانا الأخيرة، مما عزز من إرهاقها مع حكم الملكة وانتقادها العلني لحكومتها وإخفاقاتها.
ظلت إليزابيث زعيمة قوية، لكن جميع مستشاريها السابقين تقريبًا ماتوا أو تقاعدوا. تولى روبرت سيسيل (1563-1612) دور المستشار البارز الذي شغله والده اللورد بورغلي منذ فترة طويلة . كان روبرت ديفيرو ، إيرل إسكس الثاني (1567–1601) أبرز جنرالاتها، وهو الدور الذي كان يشغله سابقًا زوج والدته روبرت دادلي، الذي كان حب حياة إليزابيث؛ وكان المغامر / المؤرخ السير والتر رالي (1552-1618) وجهًا جديدًا على الساحة. شكل الرجال الثلاثة الجدد مثلثًا للقوى المتشابكة والمعارضة التي كان من الصعب اقتحامها. جاء الشغور الأول في عام 1601، عندما أُعدم دفريوإكس لمحاولته الاستيلاء على سجين الملكة والاستيلاء على السلطة. بعد وفاة إليزابيث، أبقى الملك الجديد على سيسيل كمستشار رئيس له، وقطع رأس رالي.

## الانتفاضات الشعبية
حدثت العديد من الانتفاضات الشعبية. جميع قمعها من قبل السلطات الملكية. الأكبر هم:
- الأكبر والأخطر كان حج النعمة. لقد عطلت شمال إنجلترا عام 1536 احتجاجًا على الإصلاحات الدينية لهنري الثامن، وحل الأديرة وسياسات رئيس وزراء الملك، توماس كرومويل، وكذلك المظالم السياسية والاجتماعية والاقتصادية المحددة الأخرى.[62]
- كانت كتاب تمرد الصلاة أو «النهضة الغربية» ثورة شعبية في ديفون وكورنوال في عام 1549. قدمت المحكمة الملكية كتاب الصلاة المشتركة، الذي كان يستند إلى علم اللاهوت البروتستانتي والاستخدام الحصري للغة الإنجليزية. كان التغيير غير مرغوب فيه على نطاق واسع - خاصة في المناطق التي لا يزال فيها الولاء الديني الكاثوليكي ثابتًا ، وفي كورنوال حيث لم تكن اللغة الإنجليزية القياسية شائعة.[63]
- بدأت تمرد كيت في عام 1549 في نورفولك؛ بدأت كتظاهرة ضد حاويات الأراضي المشتركة. تم إعدام المحرض، روبرت كيت، بتهمة الخيانة.[64]
- تمرد وايت في عام 1554 ضد الملكة ماري الأول عزمها على الزواج من فيليب فيليب، واسمه توماس وايت، أحد قادتها.[65]
- كانت نهضة الشمال أو «التمرد الشمالي» في الفترة ما بين 1569 و 1570 محاولة فاشلة من جانب النبلاء الكاثوليك من شمال إنجلترا لإسقاط الملكة إليزابيث الأولى ملكة إنجلترا واستبدالها بمريم ملكة اسكتلندا. نشأت من الفصائل السياسية المريرة في رويال برايف كونسيل. إن توسيع سلطة تيودور في شمال إنجلترا يسبب الاستياء بين الطبقة الأرستقراطية وطبقة النبلاء، حيث حاول الأسقف البروتستانتي الجديد استعادة أراضي الكنيسة السابقة وعزل أصحابها الجدد. كانت العناصر الكاثوليكية المحلية جزءًا كبيرًا من السكان واستاءت من تدمير الطقوس والممارسات. عندما اقترب الجيش الملكي، قامت القيادة بحل قواتها وهربت إلى اسكتلندا. أُعدم عدد قليل من القادة، لكن العديد من طبقة النبلاء أنقذوا حياتهم بتسليم أراضيهم إلى الملكة إليزابيث.[66][67]

## حكومة محلية
كان المسؤولون الرئيسون للحكومة المحلية تعمل على مستوى المحافظة. تراجعت قوة عمدة الشرطة منذ أيام العصور الوسطى، لكنه كان لا يزال مرموقًا جدًا. تم تعيينه لمدة عام واحد، دون تجديد، من قبل مجلس الملكة الخاص. لقد دفع له الكثير من الرسوم الصغيرة، لكنهم على الأرجح لم يوفوا مصاريف الشريف فيما يتعلق بالضيافة واستئجار وكيليه العموميين والمحضرين. عقد شريف المحكمة كل شهر للتعامل مع القضايا المدنية والجنائية. أشرف على الانتخابات، وأدار السجن وفرض العقوبات. قام مرؤوسوه بتوفير الموظفين لقضاة مقاطعة السلام.
كان اللورد ملازمًا جديدًا أنشأه هنري الثامن لتمثيل السلطة الملكية في كل مقاطعة. لقد كان شخصًا يتمتع بصلات جيدة بما يكفي في المحكمة ليتم اختياره من قِبل الملك، ويتم خدمته وفقًا لسرور الملك، غالبًا لعقود. كان لديه صلاحيات محدودة في السيطرة المباشرة، حيث عمل اللواء الملازمون الناجحون مع نوابه وتعاملوا مع طبقة النبلاء من خلال التسوية والإجماع وإدراج الفصائل المعارضة. كان مسؤولاً عن تعبئة الميليشيات إذا لزم الأمر للدفاع، أو لمساعدة الملك في العمليات العسكرية. في يوركشاير عام 1588، كان اللورد ملازم إيرل هنتنغتون ، الذي كان بحاجة ماسة لإعداد الدفاعات في مواجهة الغزو المهدّد من الأسطول الإسباني. دعاه مجلس الملكة الخاص على وجه السرعة إلى تعبئة الميليشيات، والإبلاغ عن توفر الرجال والخيول. كان التحدي الذي واجهه هنتنغتون هو التغلب على إحجام الكثير من رجال الميليشيا، ونقص الأسلحة، وحوادث التدريب، والغيرة بين النبلاء فيما يتعلق بمن سيتولى هذه الوحدة. على الرغم من جهود هنتنغدون في اللحظة الأخيرة، كشفت تعبئة 1588 عن مجتمع متردد لم يستجب إلا على مضض لنداء السلاح. لم تهبط أرمادا أبدًا، ولم تستخدم الميليشيا فعليًا. خلال الحروب الأهلية في منتصف القرن السابع عشر، لعب الملازم أول دورًا مهمًا في تعبئة مقاطعته إما للملك أو البرلمان.
كانت الأعمال اليومية للحكومة في أيدي عشرات من قضاة الصلح. لقد تعاملوا مع جميع المهام الإدارية الروتينية الحقيقية للشرطة، ودفعوا لهم من خلال مستوى متواضع من الرسوم. شمل المسؤولون المحليون الآخرون رجال شرطة، وحراس الكنيسة، ورؤساء البلديات، ومدينة المدينة. تضمنت واجبات القضاة الكثير من الأعمال الورقية - في المقام الأول باللغة اللاتينية - واجتذبت مجموعة كبيرة من المرشحين بشكل مدهش. على سبيل المثال ، شملت 55 JPs في ديفونشاير القابضة في عام 1592 ما يلي:
السير فرانسيس دريك، السير فرديناندو جورجيس جيلبرتس ، كاريوز ، سيمور ، كورتينايز ، وغيرها من الأسماء البارزة بين الرجال الذين وضعوا أسس العظمة البحرية لإنجلترا ووجود أمريكا. من بين خمسة وخمسين شخصًا ، كان ثمانية وعشرون شخصًا في وقت واحد أو آخرًا من كبار رجال الشرطة في المقاطعة ، وكان هناك عشرين آخرون ، أو أصبحوا بعد ذلك ، فرسانًا ، وجلس ستة في مجلس العموم ، وثلاثة في مجلس اللوردات.

## التاريخ الاجتماعي والحياة اليومية
جذبت الإنجازات الثقافية للعصر الإليزابيثي العلماء منذ فترة طويلة، ومنذ الستينيات أجروا أبحاثًا مكثفة حول التاريخ الاجتماعي في إنجلترا.

## الملوك
أخرج بيت تيودور خمسة ملوك حكموا خلال هذه المدة: 

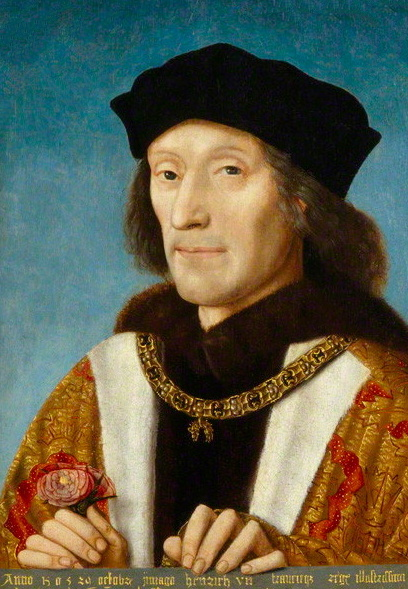
هنري السابع (1485-1509)
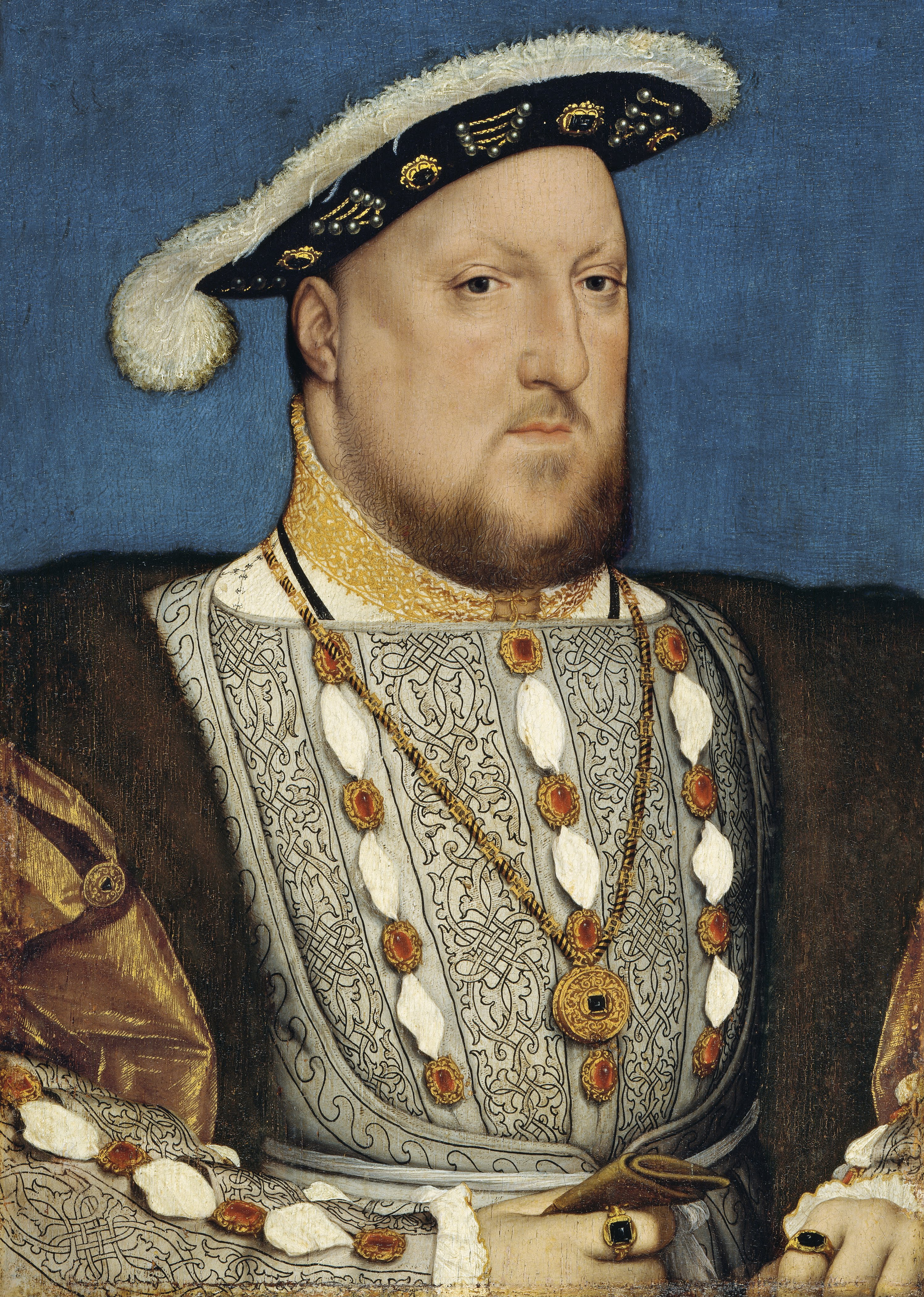
هنري الثامن ملك إنجلترا (1509-1547)
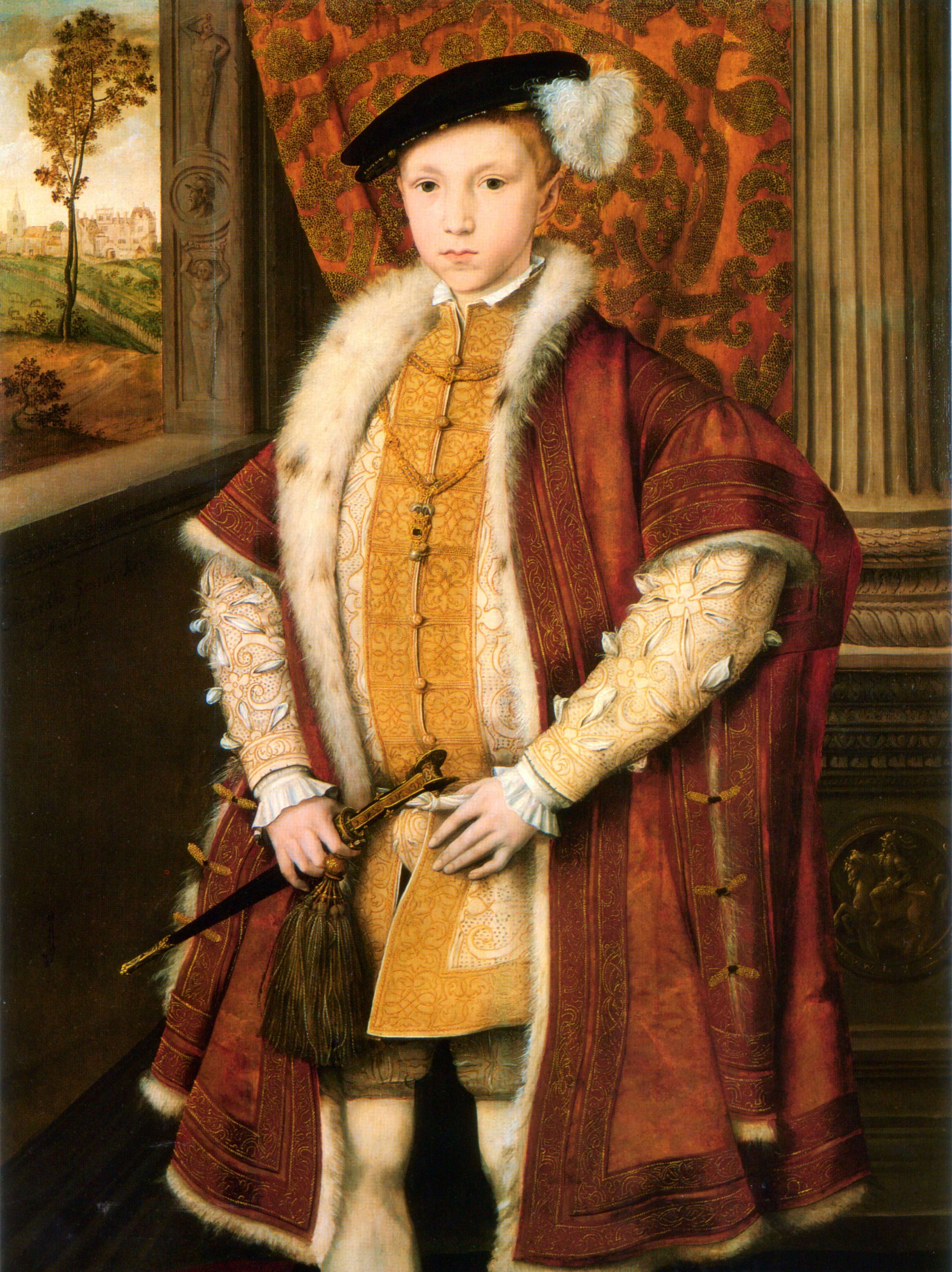
إدوارد السادس ملك إنجلترا (1547-1553)
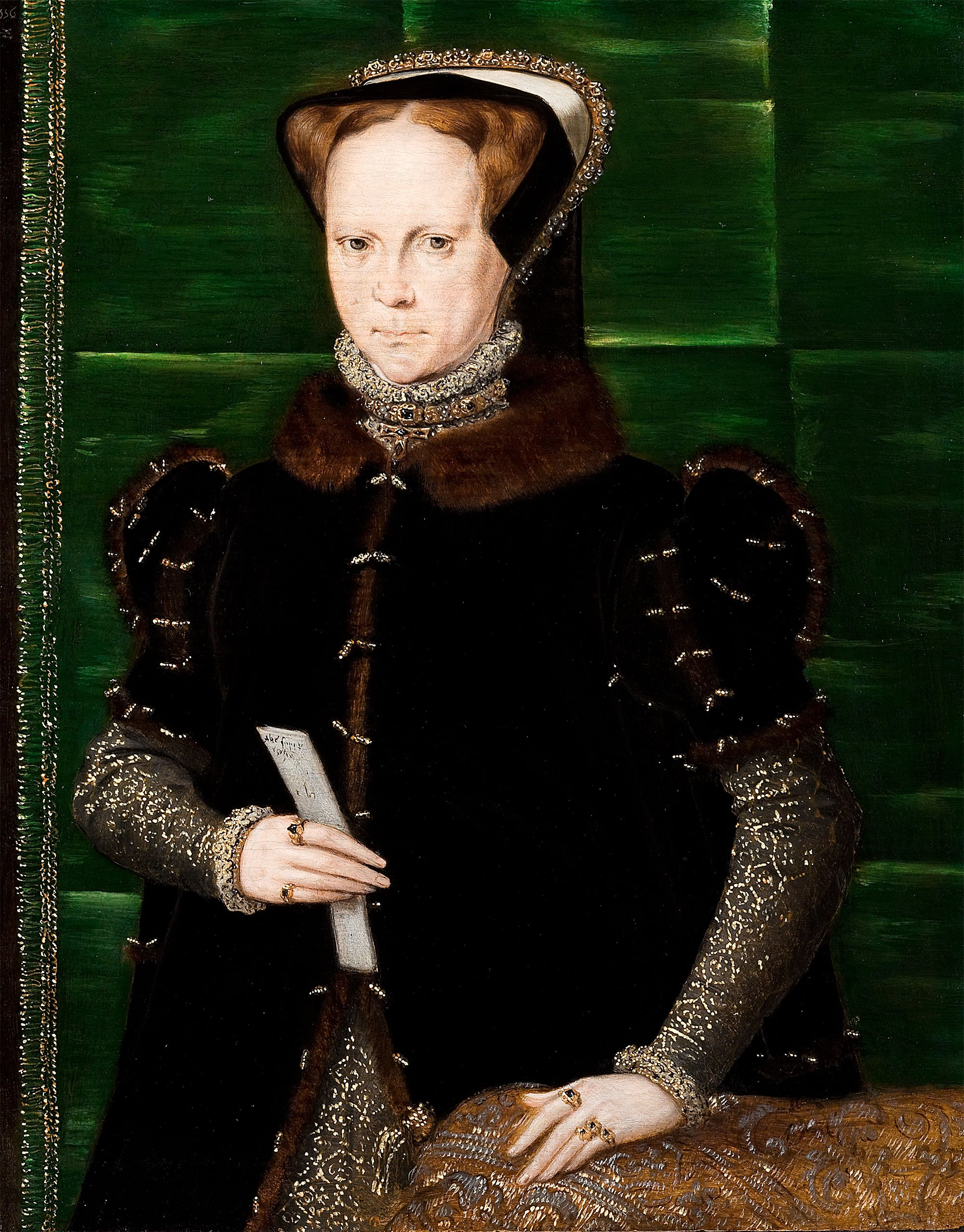
ماري الأولى ملكة إنجلترا (1553-1558)
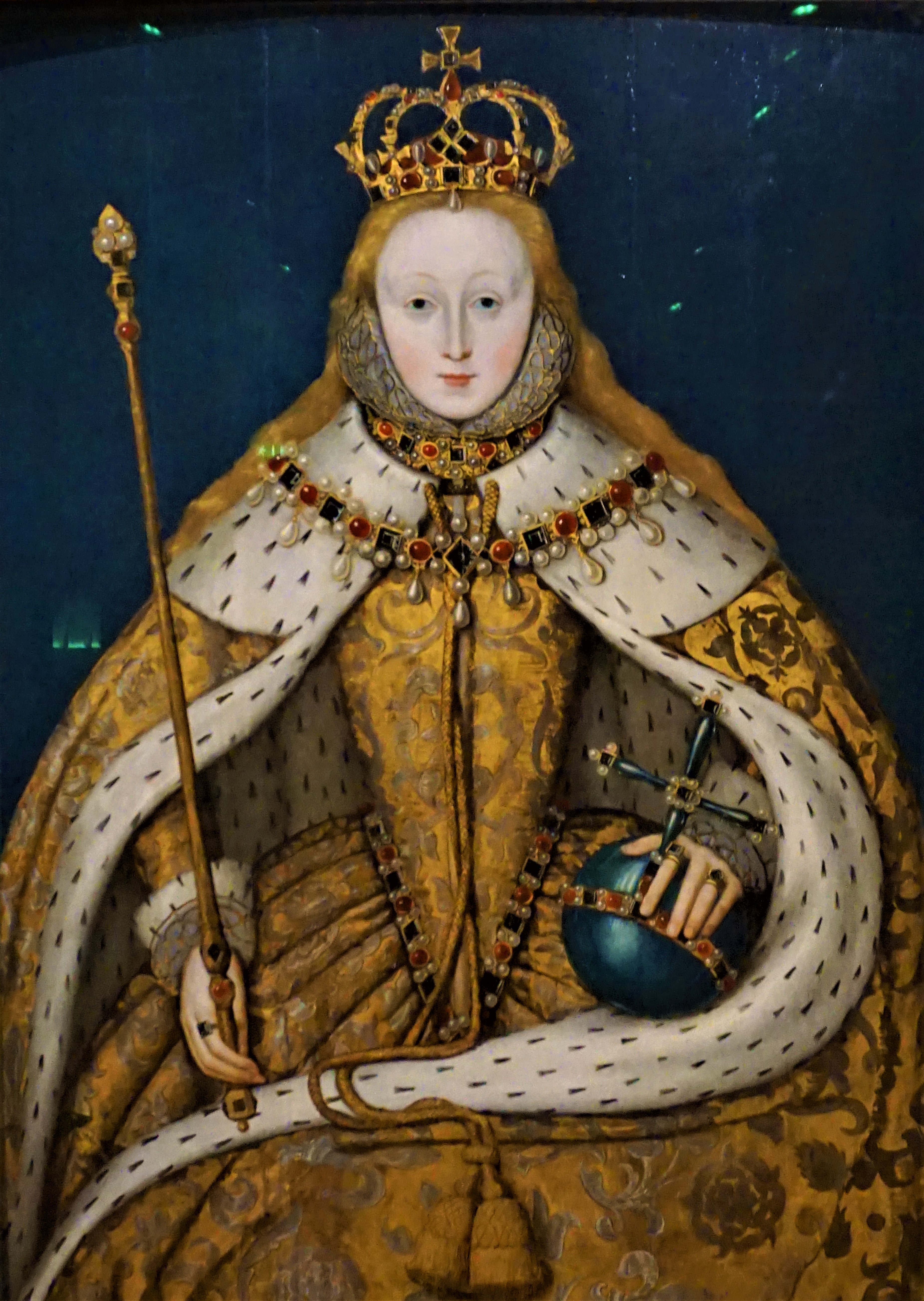
إليزابيث الأولى (1558 - 1603)

## أسطورة تيودور
تعتبر أسطورة تيودور تقليدًا خاصًا في التاريخ والأدب الإنجليزي حيث يمثل القرن الخامس عشر، بما في ذلك حروب الورود وما فيه الفوضى وسفك الدماء، بينما ينظر لفترة تيودور في القرن السادس عشر بكونها العصر الذهبي للسلام والقانون والنظام والازدهار.